# セレール族
セレール族（Sérère）は、セネガルで2番目に多い民族であり、ガンビア、モーリタニアにも居住する。
スーダン系で、主として中西部シヌ＝サルーム地方で農業や漁業に従事している。

## 歴史
歴史的には、セレール族は10世紀から13世紀にかけて北方からセネガル中央部に移住してきたと考えられている。
セレール族にはシヌ王国（1350年–1969年）やサルーム王国（1494年–1969年）やバオル王国（750年–1896年）といった王国やセネガンビア連邦（1982年–1989年）といった国家連合があった。

## 概要
セレール族は森羅万象にローグ（原義は『空』を意味する） と呼ばれる神を信じ、伝統的に熱心な宗教行事を生活のあらゆる場面で行ってきた。セレール族は他の民族と比較して外国からの宗教に抵抗した民族であり、イスラム化が最も遅かった民族である。それゆえ、現在、多くがカトリックを信仰している。最も有名なセレール族であるセネガル共和国初代大統領レオポルド・セダール・サンゴール（Léopold Sédar Senghor）もカトリック信者であった。セネガル第2の民族としてセレール族は、エネルギッシュで支配的なウォロフ族（イスラム教）にいくぶん圧倒されている。多くのセレール族は第2言語としてウォロフ語を話し、都市部で育ったセレール族の中には第1言語としている者もいる。

## 方言
セレール語の方言から数グループに分けられる。
- セレール＝シヌ（Sérère-Sine）：シヌ＝サルーム地域や、カオラック、ジュルベル、ダカールなど多くの地域で話される。
- セレール＝ニョミンカ（英語版）（Sérère-Niominka）：サルーム・デルタ地域の島々で話される。

以下のサーフェン、ンドゥット、ノーン、パロル、レハルの言語はキャンガン語（Cangin languages）に分類され、セレール＝シヌの言語とは大きく異なる。
- セレール・サーフェン（英語版）（Sérère-Safen）：ダカール南東部のプティット・コートと呼ばれる内陸部で話される。
- セレール＝ンドゥット（英語版）（Sérère-Ndut）：ティエス北西のモンローランで話される。
- セレール＝ノーン（英語版）（Sérère-Noon）：ティエス周辺で話される。
- セレール＝パロル（英語版）（Sérère-Palor）：ルフィスクとティエスの間の狭い地域で話される。
- セレール＝レハル（英語版）（Sérère-Lehar）：ティエス北部の限られた地域で話される。